# Дусе, Лоанн
Лоа́нн Дусе́ (фр. Lohann Doucet; род. 12 октября, 2000, Нант, Франция) —  французский футболист буркинийского происхождения, полузащитник клуба «Париж».

## Карьера

### «Нант»
В 2015 году попал в структуру «Нанта». В июле 2019 года стал игроком команды U19. В июле 2021 года стал игроком второй команды, параллельно начал привлекаться к матчам основы. Дебютировал в Лиге 1 в матче 31-го тура против «Бреста». В Кубке Франции сыграл в матче 4-го круга против «Витре».